# Folsomides parvulus
Folsomides parvulus är en urinsektsart som beskrevs av Stach 1922. Folsomides parvulus ingår i släktet Folsomides och familjen Isotomidae. Arten är reproducerande i Sverige. Inga underarter finns listade i Catalogue of Life.